# Кокцинула четырнадцатиточечная
Кокцинула четырнадцатиточечная, или коровка четырнадцатипятнистая (лат. Coccinula quatuordecimpustulata) — род божьих коровок из рода Coccinula подсемейства Coccinellinae.

## Описание
Длина взрослой особи от трех до четырёх миллиметров. У них чёрные надкрылья с желтыми пятнами. Пятно на задней части надкрылий имеет почковидную форму.

## Распространение
Вид распространён по всей Европе. Встречается в основном в Восточной Европе. Также представлен в Малой Азии.

## Образ жизни
Жуков можно наблюдать с апреля по середину сентября. Это теплолюбивый вид, предпочитающий сухие места обитания, особенно сухие луга и песчаные участки с ракитником. Жуки также встречаются на полях и лесных опушках, а также на солнечных вырубках. Вид иногда встречается в массовых количествах.
Взрослые особи и личинки охотятся на различных тлей. К ним относятся Brachycaudus helichrysi, Cacopsylla pyri, Diuraphis noxia, Schizaphis graminum и Sitobion avenae.

## Этимология
Видовое название quatuordecimpustulata происходит из латинского и означает «четырнадцать пятен». Это относится к четырнадцати жёлтым пятнам на надкрыльях.